# OVW 헤비웨이트 챔피언십
OVW 헤비웨이트 챔피언십(OVW Heavyweight Championship)은 오하이오 벨리 레슬링을 대표하는 타이틀이다.

## 역사
1997년 8월 17일 내셔널 레슬링 얼라이언스와 연맹하던 시절 NWA-OVW 타이틀이라는 이름으로 소개되면서 역사가 시작되었고, 트레일러 파크 트래쉬가 초대 챔피언에 등극하였다.

## 같이 보기
- OVW 서던 태그팀 챔피언십
- OVW 텔레비전 챔피언십
- OVW 위민스 챔피언십